# Gernsdorfer Weidekämpe
Koordinaten: 50° 50′ 36″ N, 8° 11′ 31″ O

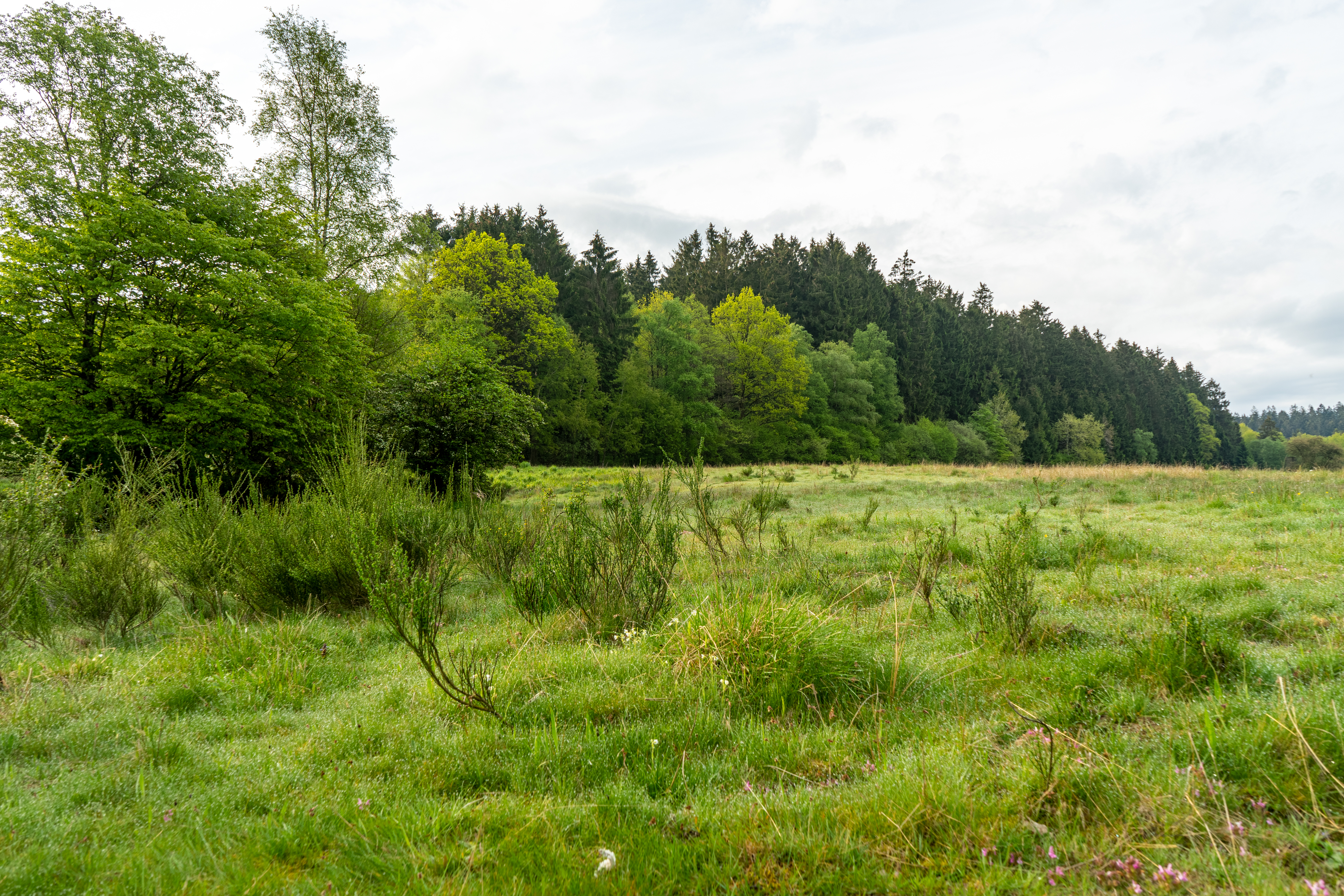
Naturschutzgebiet Gernsdorfer Weidekämpe (Mai 2019)

Das Naturschutzgebiet Gernsdorfer Weidekämpe liegt auf dem Gebiet der Gemeinde Wilnsdorf im Kreis Siegen-Wittgenstein in Nordrhein-Westfalen. Das Gebiet erstreckt sich nordöstlich des Kernortes Wilnsdorf, östlich des Wilnsdorfer Ortsteils Gernsdorf und südwestlich von Hainchen, einem Stadtteil von Netphen. Durch den nordwestlichen Teil des Gebietes verläuft die Landesstraße L 722. Östlich verläuft die Landesgrenze zu Hessen, westlich erstreckt sich das 17,7 ha große Naturschutzgebiet Oberes Langenbachtal. Im Gebiet hat der  Bichelbach seine Quelle.

## Bedeutung
Das etwa 102,0 ha große Gebiet wurde im Jahr 1989 unter der Schlüsselnummer SI-032 unter Naturschutz gestellt. Schutzziel ist die Erhaltung bzw. Wiederherstellung der extensiv genutzten, z. T. brachgefallenen nassen bis wechselfeuchten Wiesen und Weiden, Quellfluren und Brüche. Sie sind durch Bachläufe, Hecken, Gebüsche und Einzelgehölze gegliedert und Lebensstätten wildlebender Pflanzen- und Tierarten.